# Elezioni parlamentari in Giappone del 1953
Le elezioni parlamentari in Giappone del 1953 si tennero il 19 aprile per il rinnovo della Camera dei rappresentanti. In seguito all'esito elettorale, Shigeru Yoshida, esponente del Partito Liberale, fu confermato Primo ministro; nel 1954 gli successe Ichirō Hatoyama, espressione del Partito Democratico (formazione costituitasi nello stesso anno in seguito ad una scissione dai liberali).

## Risultati
| Liste                                | Voti       | %     | Seggi |
| ------------------------------------ | ---------- | ----- | ----- |
| Partito Liberale                     | 13 476 428 | 38,95 | 199   |
| Kaishintō                            | 6 186 232  | 17,88 | 76    |
| Partito della Destra Socialista      | 4 677 833  | 13,52 | 66    |
| Partito della Sinistra Socialista    | 4 516 715  | 13,05 | 72    |
| Partito Liberale - Hatoyama          | 3 054 688  | 8,83  | 35    |
| Partito Comunista Giapponese         | 655 990    | 1,90  | 1     |
| Partito degli Operai e dei Contadini | 358 773    | 1,04  | 5     |
| Altri                                | 152 050    | 0,44  | 1     |
| Indipendenti                         | 1 523 736  | 4,40  | 11    |
| Totale                               | 34 602 445 | 100   | 466   |